# Scholveralen of gulpers
Scholveralen of gulpers (Eurypharyngidae) zijn een familie van straalvinnige vissen uit de orde van Alen (Saccopharyngiformes).

## Kenmerken
Deze vissen hebben aalachtige lichamen en kunnen een lengte bereiken van 200 cm.

## Leefwijze
Ze komen voor in alle oceanen op diepten tussen 1000 en 4000 meter. Opgehaalde vissen uit deze diepten worden meestal flink beschadigd uit het water gehaald.

## Geslacht
- Eurypharynx Vaillant, 1882